# Принц Мотіхіто
Принц Мотіхіто (яп. 以仁王, もちひとおう, Мотіхіто-о; 1151–1180) — японський політичний діяч, другий син Імператора Ґо-Сіракави. Відомий також під іменами Сандзьо-мія (三条宮) і Такакура-мія (高倉宮) за назвою столичної вулиці і палацу, в якому мешкав. Спричинив початок війни Мінамото і Тайра.
Вважався одним з претендентів на Імператорский трон, але через інтриги наложниці свого батька, Тайри но Сіґекро, не отримав титулу Імператорського принца, залишаючись звичайним принцом.
У 1180 році, за намовлянням Мінамото но Йорімаси, склав план ліквідації самурайської диктатури Тайри но Кійоморі та його родичів. Під іменем Імператорського принца Сайсьо (最勝親王) видав рескрипт до представників роду Мінамото, давніх ворогів роду Тайра, у якому закликав повстати проти диктаторів і сприяти посадженню його на Імператорський престол. Через викриття плану повстання противниками, був змушений тікати до монастиря Ондзьодзі в місті Оцу. Під тиском Тайра Імператорський двір видав наказ про заслання принца до Тоси, але той, підтримуваний ченцями, відмовився.
Утікаючи до Нари, приєднався до повсталого Мінамото но Йорімаси, але був смертельно поранений стрілою біля річки Удзікава.